# Chinese Volleyball League 1996-1997 (femminile)
La Chinese Volleyball League 1996-1997 si è svolta dal 1996 al 1997: al torneo hanno partecipato 8 squadre di club cinesi e la vittoria finale è andata per la prima volta allo Shanghai.

## Squadre partecipanti
- Bayi
- Fujian
- Hebei
- Jiangsu
- Liaoning
- Nanjing
- Shanghai
- Zhejiang

## Premi individuali[1]
| Premio              | Giocatrice | Squadra  |
| ------------------- | ---------- | -------- |
| MVP                 | Wang Yi    | Shanghai |
| Miglior attaccante  | Yin Yin    | Zhejiang |
| Miglior muro        | Wu Yongmei | Bayi     |
| Miglior servizio    | Qiu Anhua  | Jiangsu  |
| Miglior ricevitrice | Sun Yue    | Jiangsu  |
| Miglior difesa      | Li Yan     | Fujian   |

## Classifica finale[1]
| Pos | Squadra  | Verdetto                    |
| --- | -------- | --------------------------- |
| 1   | Shanghai |                             |
| 2   | Jiangsu  |                             |
| 3   | Zhejiang |                             |
| 4   | Bayi     |                             |
| 5   | Liaoning |                             |
| 6   | Fujian   |                             |
| 7   | Nanjing  | Chinese Volleyball League B |
| 8   | Hebei    | Chinese Volleyball League B |